# Orectis barteli
Orectis barteli là một loài bướm đêm trong họ Noctuidae.